# Stiftung Deutsche Sporthilfe
Die Stiftung Deutsche Sporthilfe ist eine gemeinnützige Stiftung des bürgerlichen Rechtes. Stiftungszweck ist die ideelle und materielle Förderung von Sportlern zum Ausgleich für ihre Inanspruchnahme durch die Gesellschaft bei internationalen Meisterschaften und bei nationaler Repräsentation. Die Sportler sollen als Gegenleistung für ihre Verdienste um das Ansehen ihres Landes finanziell gefördert werden.
Vorsitzender des Stiftungsrates ist Norbert Winkeljohann. Schirmherr ist der Bundespräsident.

## Geschichte

Historisches Logo

Historisches Logo

Historisches Logo

Die Stiftung wurde auf Willi Daumes Initiative am 26. Mai 1967 in Berlin gegründet. Erster Vorsitzender war Josef Neckermann (bis 1988), ihm folgten Willi Daume und Erich Schumann. Zu den Geschäftsführern gehörte ab 1974 Horst Meyer,[4] der auch langjähriges Mitglied des Gutachterausschusses der Stiftung war. Von 2005 bis 2007 hatte Hans Wilhelm Gäb dieses Amt inne, er wurde Nachfolger des am 29. Juli 2005 zurückgetretenen Hans-Ludwig Grüschow.
Vom 1. Januar bis 22. September 2008 war Dressurolympiasiegerin Ann Kathrin Linsenhoff zwischenzeitlich Vorstandsvorsitzende der Stiftung. Nach ihrem Rücktritt übernahm Michael Ilgner, der 2006 als Mitglied des Vorstands und Vorsitzender der Geschäftsführung bei der Sporthilfe eingestiegen war, zwischenzeitlich die operative Führung, ehe am 23. Oktober 2008 Werner E. Klatten zum neuen Vorstandsvorsitzenden ab 1. Dezember 2008 ernannt wurde, seine Stellvertreterin für den Bereich Sport wurde Franziska van Almsick.
Mit Inkrafttreten einer neuen Satzung am 1. April 2010 wurde in Anlehnung an übliche Corporate Governance-Regelungen eine neue Führungsstruktur etabliert, die die Verschmelzung von Geschäftsführung und Vorstand, die Stärkung der Kontrollfunktionen des Aufsichtsrats und die Trennung von Aufsicht und operativer Führung beinhaltet. Michael Ilgner wurde als hauptamtlicher Vorstandsvorsitzender eingesetzt, Werner E. Klatten und Franziska van Almsick wechselten in den neu eingesetzten Aufsichtsrat und bildeten gemeinsam mit dem früheren Segel-Weltmeister Michael Beckereit dieses Gremium, das Vorstandsmitglieder bestellt und die Tätigkeit des Vorstands beaufsichtigt. Zudem beruft der Aufsichtsrat führende Vertreter von Wirtschaft und Gesellschaft in den Stiftungsrat und bestimmt eines der berufenen Mitglieder zum Vorsitzenden des Stiftungsrates.
Am 1. April 2020 wurde der ehemalige Wasserballnationalspieler Thomas Berlemann als Ilgners Nachfolger Vorstandsvorsitzender der Stiftung Deutsche Sporthilfe. Im Oktober 2021 folgte Christian Seifert, der langjährige Geschäftsführer der Deutschen Fußball Liga, Werner E. Klatten nach 13 Jahren an der Spitze des Aufsichtsrates nach. Thomas Berlemann verließ die Stiftung Ende Oktober 2024. Die seit November 2021 im Vorstand aktiven Karin Orgeldinger (Athletenförderung) und Karsten Petry (Marketing, Vertrieb und Events) übernahmen von ihm und wurden im Februar 2025 vom ehemaligen Säbelfechter Max Hartung (dreifacher Olympiateilnehmer) ergänzt, der das neu geschaffene Ressort Kommunikation, Public Affairs und Kuratoriums-Angelegenheiten ausfüllt.

## Leitmotiv
Die Sporthilfe steht für Leistung, aber gegen Leistungsmanipulation, sie steht für Fairplay, und sie sieht ihre Aufgabe darin, für die Integrität des Sports zu kämpfen und seine Bedeutung für ein friedliches und soziales Zusammenleben in unserer Gesellschaft hervorzuheben. Sie sieht die Förderung sportlicher Eliten und Vorbilder als einen wichtigen Schritt, die Botschaft des Sports in die Gesellschaft zu transportieren.
Die Stiftung fördert materiell, ideell und sozial Sportler, die sich auf sportliche Spitzenleistungen vorbereiten, solche erbringen oder erbracht haben und die durch ihr Auftreten und ihre Leistungsbereitschaft national und international als Leitbilder für die Bundesrepublik Deutschland und ihre Gesellschaft stehen sowie als motivierende Persönlichkeiten für die Breitensport-Bewegung.

## Förderung
Die Entwicklung im Spitzensport weltweit und die Zukunftssicherung der Leistungsträger im deutschen Spitzensport spiegeln sich in den Förderstrukturen der Stiftung wider. In ihrer über 50-jährigen Tätigkeit für den Spitzensport hat die Stiftung Förderkonzepte für Athleten entwickelt. Durch diese Unterstützung wird Sportlern die Gelegenheit gegeben, im Wettbewerb des modernen Leistungssports erfolgreich zu bestehen und gleichsam die berufliche Karriere (Schule, Ausbildung, Studium, Beruf) voranzutreiben und für die Zeit nach dem aktiven Leistungssport vorzubauen.
Die Stiftung fördert in enger Abstimmung mit den nationalen Fachverbänden kontinuierlich 4000 Athleten, die sich auf sportliche Spitzenleistungen vorbereiten, diese erbringen oder bereits erbracht haben. Die Leistungen der Sportler bei internationalen Wettkämpfen sind dabei das entscheidende Kriterium, im Nachwuchsbereich wird insbesondere die Leistungsperspektive berücksichtigt.

### Geförderte Athleten
Es werden alle Bundeskaderathleten der olympischen Sportarten sowie ausgewählte Athleten nicht-olympischer Sportarten gefördert. Paralympische Athleten erhalten eine Grundförderung analog zum  olympischen Bereich sowie ausgewählte additive Förderprogramm, abhängig von der Leistung und dem Berufsstatus. Aus dem Gehörlosensport erhalten alle Athleten aus dem Deaflympics-Kader eine monatliche Grundförderung sowie darüber hinaus gezielte additive Förderprogramme.

### Förderkonzept
Seit dem 1. Januar 2025 gibt es ein neues Sporthilfe-Förderkonzept, dem ein mehrjähriger Evaluierungsprozess seit den Olympischen und Paralympischen Spielen 2021 in Tokio zugrunde liegt. Einbezogen wurden Spitzenverbände, Athletensprecher sowie weitere Stakeholder mit dem Ziel, die Förderung künftig leistungs-, potenzial- und bedarfsorientierter aufzustellen. Das Ergebnis ist ein „4-3-3“-System, in dem vier Teams in drei ineinandergreifenden Förderbereichen entlang von drei finanziellen Stufen gefördert werden. Es gibt nur noch eine Förderstruktur für alle olympischen und paralympischen Verbände, für Gehörlosen- und nicht-olympische Sportarten. Die Förderkriterien und Förderhöhen sind über alle Verbände hinweg einheitlich und transparent. Die Sporthilfe fördert damit von den Anfängen im Nachwuchsbereich, über den Karrierehöhepunkt hinweg bis zum Berufseinstieg. Über die Aufnahme entscheidet im Einzelfall der Gutachterausschuss der Stiftung Deutschen Sporthilfe.
Der Einstieg erfolgt im Talent-Team, das eine Grundförderung von bis zu 100 Euro im Monat, eine zusätzliche situative Förderung sowie Individualbausteine, insbesondere für den Berufseinstieg, vorsieht. Außerdem ist hier eine Leistungsförderung von bis zu 200 Euro monatlich durch die Nachwuchseliteförderung möglich, die die DFL-Stiftung finanziert.
Im Potenzial-Team erhalten Athleten eine Grundförderung von 700 Euro monatlich sowie 250 Euro monatliche BMI-Altersvorsorge, wenn sie nicht eine Sportförderstelle (z. B. Bundeswehr, Polizei, Zoll) innehaben. Wer eine solche Sportförderstelle hat, erhält zusätzlich noch eine monatliche Grundförderung der Sporthilfe in Höhe von 150 Euro.
Athleten können darüber hinaus folgende Leistungen beantragen:
•	für Studierende das Deutsche Bank Sport-Stipendium (300 Euro/Monat)
•	für Auszubildende bis zu 300 Euro/Monat
•	Erstattungen für Schüler-Nachhilfe (bis zu 1.000 Euro/Jahr)
•	für Arbeitnehmer Verdienstausfallzahlungen für Verbandsmaßnahmen
•	die BMI-Altersvorsorge als Zuschuss in Höhe von 250 Euro/Monat zu einem Basis-Rentenvertrag (bei Nicht-Sportförderstelle)
Die Aufnahme in Eliteförderprogramme kann abhängig von den Erfolgen individuell beantragt werden.
Darüber hinaus stehen den Athleten des Potenzial-Teams Individualbausteine und eine situative Förderung – insbesondere zur Berufsvorbereitung – zur Verfügung.
Im Top-Team (wer bei Weltmeisterschaften oder Olympischen oder Paralympischen Spielen unter den Top 8 platziert ist oder eine vergleichbare Leistung erbracht hat) erhöht sich die Grundförderung auf 800 Euro monatlich sowie 250 Euro monatliche BMI-Altersvorsorge, für die die keine Sportförderstelle (z. B. Bundeswehr, Polizei, Zoll) innehaben. Wer eine solche Sportförderstelle hat, erhält zusätzlich noch eine monatliche Grundförderung der Sporthilfe in Höhe von 250 Euro.
Athleten können darüber hinaus folgende Leistungen beantragen:
•	für Studierende das Deutsche Bank Sport-Stipendium (300 Euro/Monat)
•	für Auszubildende bis zu 300 Euro/Monat
•	Erstattungen für Schüler-Nachhilfe (bis zu 1.000 Euro/Jahr)
•	für Arbeitnehmer Verdienstausfallzahlungen für Verbandsmaßnahmen
•	die BMI-Altersvorsorge als Zuschuss in Höhe von 250 Euro/Monat zu einem Basis-Rentenvertrag (bei Nicht-Sportförderstelle)
Athleten mit Medaillenerfolgen bei Weltmeisterschaften in olympischen Einzeldisziplinen erhalten darüber hinaus die Mercedes-Benz Elite-Förderung (zusätzlich 400 Euro/Monat). Als Pendant dazu erhalten Athleten mit Medaillenerfolgen bei Weltmeisterschaften in paralympischen Einzeldisziplinen die Paralympische-Elite-Förderung, finanziert von PwC Deutschland, (zusätzlich 400 Euro/Monat). Athleten ohne Sportförderstelle können in der direkten Olympia-Vorbereitung mit der ElitePlus-Förderung, finanziert von PwC Deutschland, unterstützt werden (zusätzlich bis zu 1.000 Euro/Monat). Über die Aufnahme entscheidet im Einzelfall der Gutachterausschuss der Sporthilfe. Darüber hinaus stehen den Athleten des Top-Teams Individualbausteine und eine situative Förderung – insbesondere zur Berufsvorbereitung – zur Verfügung.
Als viertes Team bietet das Alumni-Team Athleten, die die Voraussetzungen ehemalige sportlicher Spitzenleistungen erfüllen, eine Förderung über das Ende der Sportkarriere hinaus.
Finanziell:
Das Alumni-Stipendium soll erfolgreichen Athleten im Anschluss an ihre Leistungssportkarriere ermöglichen, eine berufliche bzw. wissenschaftliche Qualifikation zu erlangen oder nachzuholen, die parallel zum zeitintensiven Leistungssports nicht begonnen oder abgeschlossen werden konnte.
•	Alumni-Stipendium zur beruflichen/wissenschaftlichen (Weiter-)Qualifikation (500 Euro/Monat, max. 3 Jahre, für ehemalige Top-Team- bzw. A-Kader-Athleten oder Athleten des Paralympicskaders bzw. des A-Kaders des DBS). Weitere Unterstützung für den potentialgerechten Berufseinstieg.
•	Mentoren begleiten weiter bis zum Job-Einstieg
•	Zugang zum Sporthilfe-Unternehmensnetzwerk über die “Meine Sporthilfe”-App

## Veranstaltungen
Die Stiftung veranstaltet zahlreiche Events, um auf ihre Ziele aufmerksam zu machen, Spendeneinnahmen zu generieren und um Plattformen zu schaffen, auf denen sich Athleten, Unterstützer, Unternehmen und Partner austauschen und kennenlernen können.

### Ball des Sports
Der traditionsreiche Ball des Sports gilt als Europas größte Benefiz-Veranstaltung im Sport und bringt einmal jährlich Deutschlands Elite aus Sport, Wirtschaft, Politik und Gesellschaft zusammen. Den Startschuss zum ersten Ball des Sports gab der damalige Sporthilfe-Vorsitzende Josef Neckermann am 30. Januar 1970 in der Jahrhunderthalle in Frankfurt-Höchst und damit zu einem gesellschaftlichen Ereignis, das seinesgleichen sucht. An seiner Seite damals als große Unterstützerin, Liselott Linsenhoff, seine Teamkameradin aus der Dressurmannschaft, die 1972 in München als erste Frau die olympische Einzelgoldmedaille im Dressurreiten und Silber mit der Mannschaft gewinnen sollte. Spitzenpolitiker, DAX-Vorstände, Showstars und Spitzensportler treffen seither alljährlich beim Ball des Sports aufeinander. Das mediale Interesse am Ball des Sports und seinen ausgewählten Gästen ist seit jeher enorm. Für die Sporthilfe avanciert der Ball des Sports so zum Schaufenster, durch das Sportfans und vor allem Wirtschaftspartner für die Ziele und die Arbeit der Sporthilfe und die Leistungen der geförderten Athleten begeistert werden – und das erfolgreich seit nunmehr über fünf Jahrzehnten. Durch die prestigeträchtige Veranstaltung erzielt die Sporthilfe jährlich ein Benefizerlös im hohen sechsstelligen Bereich zur Förderung der besten deutschen Nachwuchs- und Spitzenathleten.

### Verleihung der Goldenen Sportpyramide
Seit dem Jahr 2000 wird mit der Goldenen Sportpyramide eine Sportlerpersönlichkeit für ihr Lebenswerk geehrt. Kriterien für die Nominierung sind neben dem sportlichen Erfolg vorbildliche Leistungen im gesellschaftlichen und im beruflichen Bereich. Den mit der Ehrung verbundenen Preis in Höhe von 25.000 Euro reicht der Preisträger oder die Preisträgerin an ein Benefiz-Projekt im Sport weiter. In den vergangenen Jahren wurden Schwimm-Star Michael Groß (2024), Tennis-Legende Michael Stich (2023), Turner Eberhard Gienger (2022), Fußballerin Silvia Neid (2021), Hans-Wilhelm Gäb (Tischtennis, 2020) und Schwimm-Ass Franziska van Almsick (2019) ausgezeichnet.

### Aufnahme in die Hall of Fame des deutschen Sports
Die Hall of Fame des deutschen Sports ist eine digitale Ruhmeshalle des deutschen Sports, in die ehemalige Aktive aufgenommen wurden und werden, die sich in besonderem Maße als Sportler oder Sportlerin, aber auch durch ihr sonstiges Lebenswerk für den Sport ausgezeichnet haben. Die Aufnahmen werden von einer Jury, die sich aus den lebenden Mitgliedern der Hall of Fame zusammensetzt, entschieden. Vorschlagsrecht haben neben der Stiftung Deutsche Sporthilfe auch die beiden weiteren Träger der Hall of Fame des deutschen Sports, der DOSB sowie der Verband Deutscher Sportjournalisten (VDS).

### Sporthilfe Club der Besten
Der Sporthilfe Club der Besten (ehemals: „Champion des Jahres“) ist eine einzigartige Incentive- und Eventwoche für Deutschlands erfolgreichste Athleten eines Jahres. Höhepunkt ist die Auszeichnung einer Sportlerin oder eines Sportlers, der als Sieger beziehungsweise Siegerin aus einer exklusiven Wahl unter Deutschlands besten Athleten hervorgeht.

### Auszeichnung Juniorsportler des Jahres
Die Auszeichnung der Juniorsportler des Jahres ist eine Newcomer-Party im deutschen Sport. Im Rahmen der Veranstaltung (ehemals: „Fest der Begegnung“) werden die besten Nachwuchssportler eines Jahres mit der erstmals 1978 vergebenen Auszeichnung geehrt. Zu den bekanntesten Preisträgern zählen Franziska van Almsick, Timo Boll, Laura Dahlmeier, Anni Friesinger, Michael Groß, Magdalena Neuner, Maria Riesch und Katja Seizinger. Weiterer Höhepunkt der Veranstaltung ist seit 2013 die Verabschiedung erfolgreicher Athleten, die im zurückliegenden Jahr ihre sportliche Karriere beendet haben. Die anschließende Party steht im Zeichen des lockeren Austauschs zwischen erfolgreichen Nachwuchssportlern, aktiven und ehemaligen Spitzenathleten sowie Unterstützern der Sporthilfe.

### Sporthilfe Start-up Academy
Die Sporthilfe Start-up Academy ist eine zweiteilige Seminar-Reihe und ermöglicht Athleten mit Gründerambitionen die ersten Schritte zum eigenen Unternehmen. In den mehrtägigen Workshops lernen die Teilnehmenden ihre Geschäftsideen zur Gründungsreife weiterzuentwickeln und potenziellen Investoren zu präsentieren. Im Rahmen des Events treten die Athleten bei der Wahl zum Sporthilfe Start-up des Jahres an, die aus einem öffentlichen Online-Voting und einer Pitch-Session vor einer Fachjury besteht. Die Sporthilfe Start-up Academy ist ein Förderbaustein der Berufs- und Persönlichkeitsentwicklung der Sporthilfe und wird seit 2018 angeboten. Jährlich werden bis zu 20 Athleten auf dem Weg zur Gründung unterstützt.

### Sporthilfe Elite-Forum
Das Sporthilfe Elite-Forum ist eine exklusive, mehrtägige Veranstaltung, bei der Talk-Gäste aus Politik, Wirtschaft, Kultur, Gesellschaft, Wissenschaft und Sport von ihren Lebenswegen und ihrem Beruf berichten. Im Rahmen der Sporthilfe-Förderbausteine dient das Sporthilfe Elite-Forum der beruflichen und persönlichen Entwicklung und Inspiration junger Sportler. Das Sporthilfe Elite-Forum als ein Ort der Begegnung zwischen herausragenden Athleten sowie Persönlichkeiten anderer gesellschaftlicher Bereiche soll dazu beitragen, Sportler weiterzubilden, die sich ihrer besonderen Verantwortung für unser Gemeinwesen bewusst sind. Das Sporthilfe Elite-Forum fand bisher mehr als 55 Mal statt.

### Auszeichnung Sport-Stipendiat des Jahres
Mit der Auszeichnung „Sport-Stipendiat des Jahres“ würdigen die Sporthilfe und ihr Nationaler Förderer Deutsche Bank gemeinsam die besonderen Leistungen studierender Athleten. Neben der ideellen Auszeichnung erhält der Preisträger bzw. die Preisträgerin in den folgenden drei Semestern von der Deutschen Bank den doppelten Stipendiumsbetrag. Im Mai 2012 hat die Deutsche Bank im Rahmen der Sporthilfe-Förderung das „Sport-Stipendium“ ins Leben gerufen, wodurch studierende Spitzenathleten 300 Euro im Monat erhalten – zusätzlich zu anderen Förderleistungen. Aktuell profitieren rund 400 Sporthilfe-geförderte Athleten vom „Deutsche Bank Sport-Stipendium“.

### Das Sporthilfe Golf Masters
Das Sporthilfe Golf Masters gehört zu den Pionieren unter den Benefiz-Golf-Turnieren. Die Stiftung verbindet die Golf-Leidenschaft von Geschäftsleuten und Sportlern seit 1989 mit der Idee, finanzielle Mittel für die Förderung des Nachwuchssports zu akquirieren. Zum Teil nehmen aktive und ehemalige Olympiasieger und Weltmeistern hieran teil, beispielsweise Rosi Mittermaier-Neureuther, Ricco Groß, Jochen Behle, Heiner Brand, Fritz Fischer, Sven Ottke und Dieter Thoma.
Mit dazu gehört unter anderem auch das Golfathlon, eine Kombination aus Golf und Biathlon.

## Finanzierung
Seit 1967 hat die Stiftung über 477 Millionen Euro für die Förderung junger Talente und von Top-Athleten aufgewendet. 2024 lag die Fördersumme bei ca. 18 Millionen Euro. Den Großteil ihrer finanziellen Mittel muss die Sporthilfe durch unternehmerisches Handeln im Fundraising jährlich neu erwirtschaften. Seit 2018 erhält die Sporthilfe auch direkte staatliche Unterstützung zur Athletenförderung.

## Vorsitzende
| Jahr      | Name                                |
| --------- | ----------------------------------- |
| 1967–1988 | Josef Neckermann                    |
| 1989–1991 | Willi Daume                         |
| 1991–1996 | Erich Schumann                      |
| 1997–2005 | Hans-Ludwig Grüschow                |
| 2005–2007 | Hans Wilhelm Gäb                    |
| 2007–2008 | Ann Kathrin Linsenhoff              |
| 2008–2010 | Werner E. Klatten                   |
| 2010–2020 | Michael Ilgner                      |
| 2020–2024 | Thomas Berlemann                    |
| seit 2024 | Karin Orgeldinger und Karsten Petry |
| seit 2025 | zusätzl. Max Hartung                |